# Valter Matošević
Valter Matošević, född 11 juni 1970 i Rijeka, är en kroatisk handbollsmålvakt. Han spelade 190 landskamper för Kroatiens landslag och ingick i det lag som tog guld vid både OS 1996 i Atlanta och OS 2004 i Aten.

## Klubbar
- RK Zamet (–1995)
- RK Zagreb (1995–1996)
- RK Zamet (1996–1999)
- RK Metković (1999–2001)
- Bologna 69 (2001–2002)
- RK Zagreb (2002–2003)
- Wilhelmshavener HV (2003–2004)
- RK Zagreb (2004–2005)
- HSG Wetzlar (2005–2007)
- SDC San Antonio (2007–2008)
- FC Köpenhamn (2008–2009)
- TuS Nettelstedt-Lübbecke (2011)
- ThSV Eisenach (2015)